# Michael Telker
Michael Joseph „Mike“ Telker (* 13. Juli 1989 in Missouri) ist ein professioneller US-amerikanischer Pokerspieler, der hauptsächlich online spielt. Er führte im Dezember 2011 für 2 Wochen die Onlinepoker-Weltrangliste an.

## Pokerkarriere

### Online
Telker spielt seit August 2007 Onlinepoker. Er nutzt die Nicknames munchenHB (PokerStars), LaxxedAF (GGPoker) sowie larryb83 (Americas Cardroom) und war in der Vergangenheit auch als CuteIsWhatIAim4 (Full Tilt Poker), iplaypoker (partypoker, ehemals als ilove2fish), FOLDplease (Winamax) und wwldd33 (PokerStars.FR) aktiv. Seine Online-Turniergewinne belaufen sich auf über 13 Millionen US-Dollar, womit er zu den erfolgreichsten Onlineturnierspielern zählt. Den Großteil von mehr als 8 Millionen US-Dollar erspielte sich der Amerikaner auf PokerStars, wo er 2011 ein Turnier der World Championship of Online Poker und 2018 die Sunday Million gewann. Ende September 2012 belegte er auf der Plattform den vierten Platz beim Main Event der World Championship of Online Poker und erhielt aufgrund eines Deals sein bisher höchstes Preisgeld von rund einer Million US-Dollar.
Vom 7. bis 20. Dezember 2011 stand Telker für 2 Wochen in Serie auf Platz eins des PokerStake-Rankings, das die erfolgreichsten Onlinepoker-Turnierspieler weltweit listet.

### Live
Seine erste Geldplatzierung bei einem Live-Pokerturnier erzielte Telker im April 2010 bei der European Poker Tour (EPT) in Sanremo. Mitte Januar 2012 belegte er beim Leaderboard Event des PokerStars Caribbean Adventures (PCA) auf den Bahamas den mit knapp 100.000 US-Dollar dotierten zweiten Platz. Zwei Tage später wurde er beim PCA High Roller Siebter und erhielt knapp 150.000 US-Dollar. Im Jahr darauf gewann der Amerikaner beim PCA bei einem Turboevent sein erstes Live-Turnier und sicherte sich eine Siegprämie von knapp 100.000 US-Dollar. Auch bei der EPT in Monte-Carlo entschied er Ende April 2014 ein Turboturnier mit einem Hauptpreis von 32.000 Euro für sich. Ende Oktober 2014 belegte Telker beim Main Event des Circuits der World Series of Poker (WSOP) in Hammond, Indiana, den mit knapp 110.000 US-Dollar prämierten vierten Platz. Anfang Juli 2015 war der Amerikaner auch erstmals bei der WSOP-Hauptturnierserie im Rio All-Suite Hotel and Casino in Paradise am Las Vegas Strip erfolgreich und kam beim Main Event in die Geldränge. In Punta Cana gewann er Ende Oktober 2016 das High Roller des Punta Cana Poker Classic und sicherte sich über 50.000 US-Dollar. Bei der PokerStars Championship in Panama-Stadt siegte Telker im März 2017 ebenfalls bei einem Event und erhielt mehr als 70.000 US-Dollar. Bei der WSOP 2017 kam er siebenmal auf die bezahlten Ränge. Seine bis dato letzte Live-Geldplatzierung erzielte der Amerikaner im Januar 2019 beim PCA.
Insgesamt hat sich Telker mit Poker bei Live-Turnieren mehr als eine Million US-Dollar erspielt.